# IC 4920
IC 4920 је спирална галаксија у сазвјежђу Телескоп која се налази на листи објеката дубоког неба у Индекс каталогу.
Деклинација објекта је - 53° 23' 3" а ректасцензија 20h 0m 8,7s. Привидна величина (магнитуда) објекта IC 4920 износи 15,8 а фотографска магнитуда 16,6. IC 4920 је још познат и под ознакама ESO 185-44, PGC 63957.